# Лхасская соборная мечеть
Лхасская соборная мечеть (мечеть Хэбалинь, кит. 河坝林) — мечеть в Лхасе, центре Тибета.

## История
Исторически ислам в Тибете появился в IX веке. Данная мечеть была построена в 1716 году и расширена в 1793 году, но сгорела от пожара. Мечеть была заново восстановлена в 1959 после занятия Тибета китайцами (см. НОАК). Для мусульман в этом регионе коммунисты ввели особые привилегии. Сейчас мусульманское население Лхасы составляет около 2000 человек, преимущественно хуэйцзу. Также есть тибетоязычные мусульмане. Всего в городе — 2 мечети и три святых могилы.
Большой зал мечети занимает площадь 285 м2.